# Exocentrus validus
Exocentrus validus es una especie de escarabajo longicornio del género Exocentrus, subfamilia Lamiinae. Fue descrita científicamente por Holzschuh en 1999.
Se distribuye por Tailandia. Mide 2,9-5,7 milímetros de longitud. El período de vuelo ocurre en los meses de abril y mayo.